# فرانك رايس (سياسي)
فرانك رايس (بالإنجليزية: Frank Rice)‏ هو قاضي ومحامي وسياسي أمريكي، ولد في 15 يناير 1845، وتوفي في 5 ديسمبر 1914. انتخب عضو جمعية ولاية نيويورك.